# Al-Dumayr
Dumeir, cũng Dumair, Damir và Dumayr (tiếng Ả Rập: ضمير or الضمير) là một thành phố nằm cách Damascus, Syria 40 km về phía đông bắc.
Sân bay quân sự Al-Dumayr của Không quân Ả Rập Syria được đặt tại đây.

## Khảo cổ học
Đền thờ Dumeir của La Mã nằm ở trung tâm của khu phố cổ. Nó được dành riêng cho Zeus Hypsistos vào năm 245 sau Công nguyên dưới triều đại của Hoàng đế La Mã Philip the Arab. Tuy nhiên, có một tài liệu tham khảo trước đó về tòa nhà trong một vụ kiện năm 216. Một bàn thờ dành riêng cho vị thần Semitic, Baalshamin vào năm 94 sau Công nguyên, hiện đang ở Học viện du Monde Arabe ở Paris, chỉ ra rằng một tòa nhà tôn giáo Nabatean trước đây đã đứng trên trang web.
Hình dạng của nó rất khác thường, và việc xây dựng có thể đã bắt đầu như một đài phun nước công cộng hoặc trạm dàn dựng, nhưng ở dạng cuối cùng, nó rõ ràng là một ngôi đền. Nó được củng cố vào thời Ả Rập, vòm trên bức tường phía sau được lấp đầy bằng đá và các thiết bị phòng thủ.
Ngôi đền đã được khôi phục như là kết quả của nhiều công việc nghiên cứu và xây dựng lại.